# Many Glacier Hotel

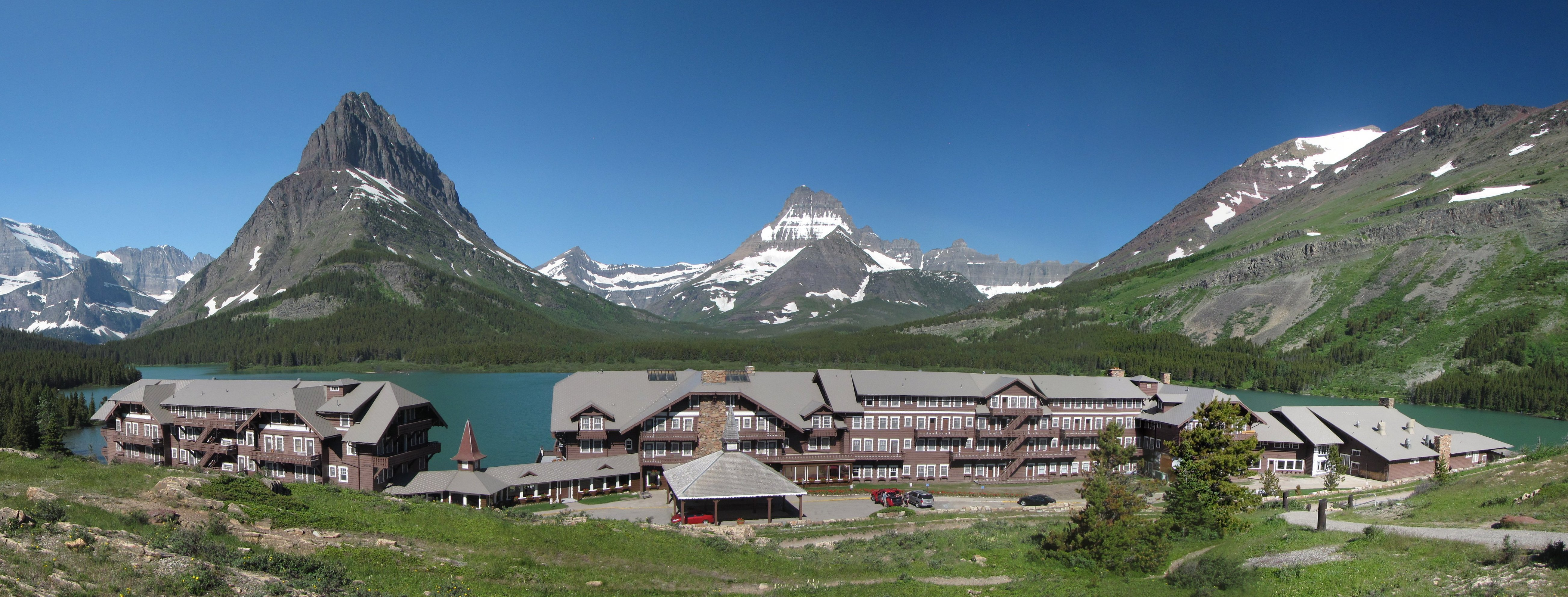
Vista del conjunto

El Hotel Many Glacier es un hotel histórico situado en el Parque nacional de los Glaciares, en Montana, Estados Unidos. Se encuentra en la ribera oriental del Lago Swiftcurrent. El edificio está diseñado en una serie de chalets de hasta cuatro pisos de altura. En la decoración, tanto externa como interna, se ha utilizado el estilo suizo. La base del edificio es de piedra mientras que la estructura es de madera. 
- Datos: Q390013
- Multimedia: Many Glacier Hotel / Q390013